# 트리플 J

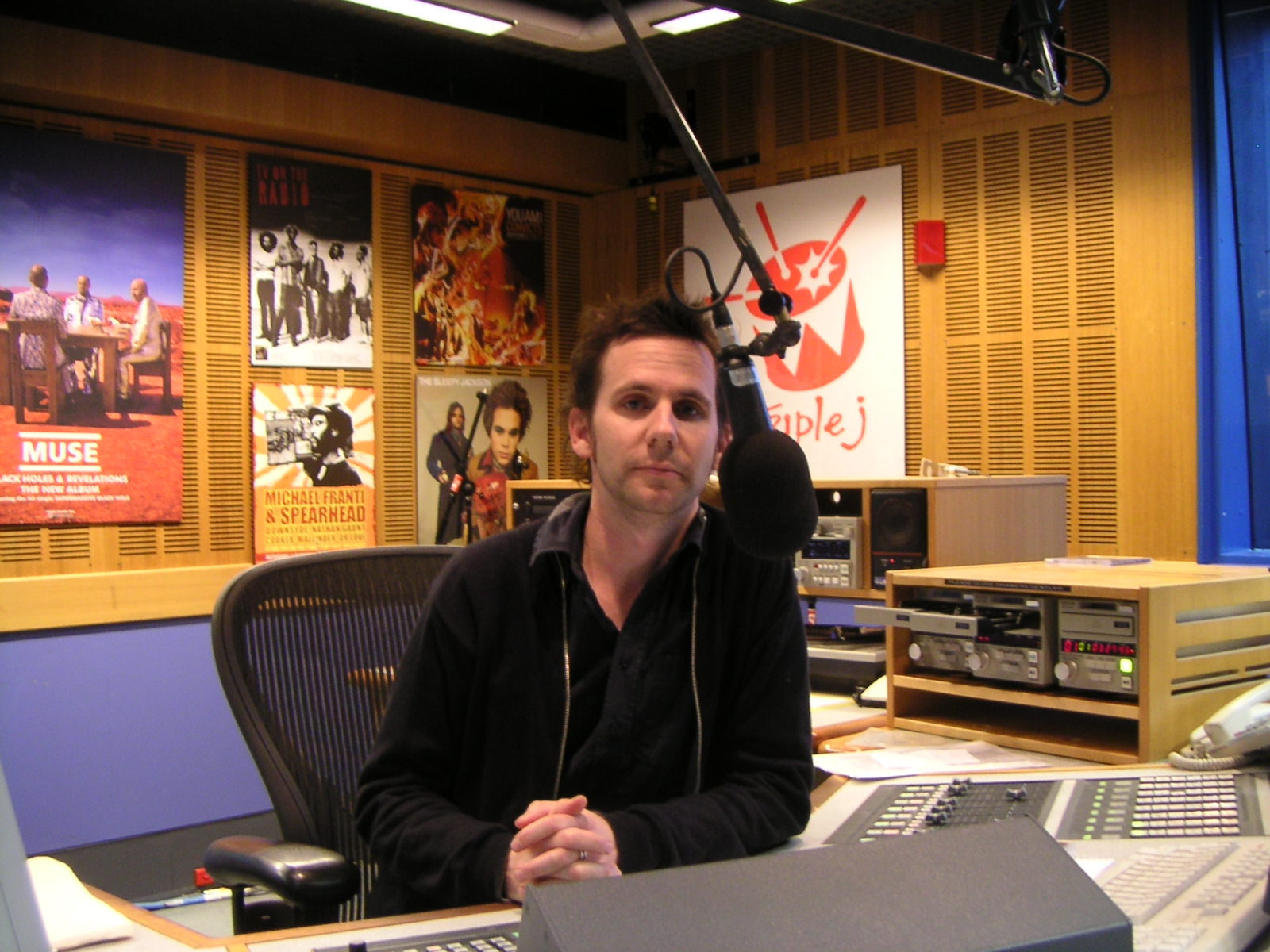

트리플 J(Triple J)는 오스트레일리아의 라디오 방송국이다.

## 같이 보기
- BBC 라디오 1